# Reikersdorf (Gemeinde Maissau)

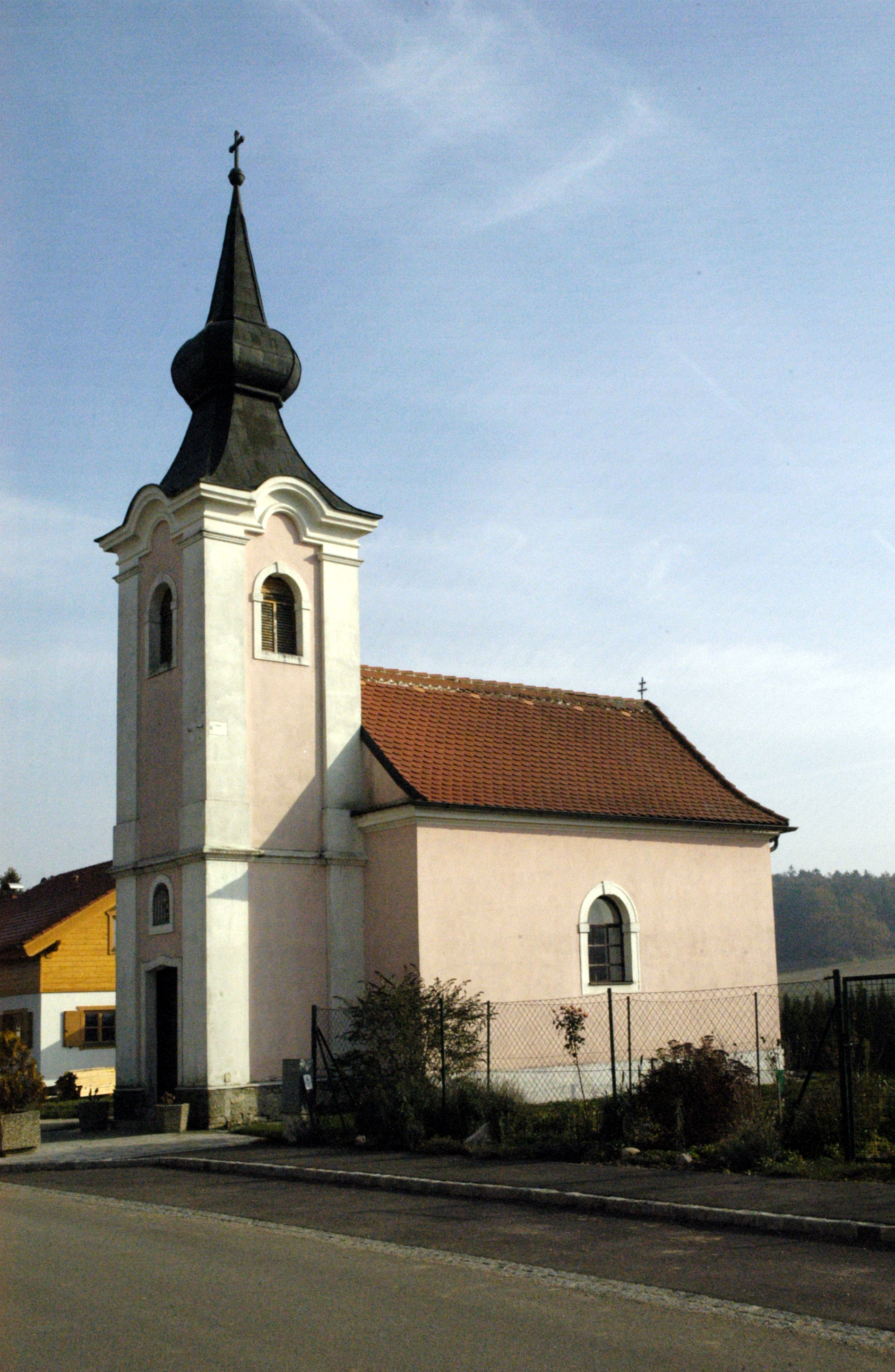
Kapelle

Reikersdorf ist eine Ortschaft im Waldviertel und Katastralgemeinde der Weinviertler Stadtgemeinde Maissau im Bezirk Hollabrunn. Das Dorf wurde im frühen 11. Jahrhundert gegründet. Bis 31. Dezember 1969 war Reikersdorf eine selbständige Gemeinde im Bezirk Horn. Reikersdorf hat 43 Einwohner (Stand 1. Jänner 2024).

## Geographie
Reikersdorf liegt auf dem nördlichen Bergrücken des Manhartsbergs am Ostrand des Waldviertels und westlich von Maissau, an der Landesstraße L 1238 zwischen Gumping und der Kreuzung der Landesstraße L 1238 mit der Landesstraße L 1244. Die Landesstraße L 1238 geht gerade aus weiter auf den Manhartsberg.

## Geschichte
Das Dorf wurde im frühen 11. Jahrhundert gegründet.
Im Zehent-Verzeichnis die Urbare des Benediktinerstiftes Göttweig ist 1297 Reikersdorf mit Reychersdorf und 1311 mit Reichersdorf angeführt.
Reikersdorf gehörte zur Herrschaft Maissau. Im Jahr 1795 hatte Reikersdorf 13 Häuser und gehörte zum Wehrbezirk des löblichen Regiments G.H. Ferdinand Toskana.
Im Jahr 1773 wurden die Kinder der Ortschaft Reikersdorf gemeinsam mit den Kindern von Amelsdorf, Buttendorf und Gumping in die einklassige, achtjährige Volksschule in Sachsendorf eingeschult. Im Herbst 1824 verloren die Reikersdorfer Kinder die Mitschüler der Gemeinde Gumping, weil Gumping in Sachsendorf ausgeschult wurde. Ab 24. November 1824 besuchten diese die mehrklassige Schule in Maissau. Weil sich in den Jahren 1818, 1820 und 1823 die Zahl der Kinder auf 66 belief und das Lehrzimmer zu klein wurde erfolgte ein Neubau.
Grundstücke und Hausnummern ab 1825 in Reikersdorf.
| Grundstück-Nr. | Familienname | Vorname     | Beruf   | Haus-Nr. |
| -------------- | ------------ | ----------- | ------- | -------- |
| 1              | Traun von    | Graf / Wien |         | 1        |
| 2              | Wammerl      | Michael     | Schmied | 2        |
| 3 + 4          | Schlager     | Philipp     | Bauer   | 3        |
| 5              | Lager        | Leopold     | Bauer   | 4        |
| 6              | Burger       | Michael     | Bauer   | 5        |
| 7              | Schramel     | Johann      | Bauer   | 6        |
| 8 + 9          | Schneider    | Josef       | Bauer   | 7        |
| 10             | Stelzenede   | Michael     | Bauer   | 8        |
| 11             | Berger       | Mathias     | Bauer   | 9        |
| 12             | Eminger      | Leopold     | Bauer   | 10       |
| 13             | Leier        | Leopold     | Bauer   | 11       |
| 14             | Steininger   | Franz       | Bauer   | 12       |
| 15             | Zehetner     | Johann      | Bauer   | 13       |
| 16             | Kapelle      |             |         | 13       |
| 17             | Gemeinde     |             |         | 14       |

Der Schmiedemeister Michael Wammerl in Reikersdorf Nr. 2 wurde geboren am 18. August 1782 und ist gestorben am 8. Mai 1850.
Die Bezirkshauptmannschaften nahmen am 16. Jänner 1850 ihre Tätigkeit auf. Der Bezirk Unterravelsbach (mit Reikersdorf) wurde der Bezirkshauptmannschaft Horn zugeteilt. Heute ist Ravelsbach bei der Bezirkshauptmannschaft Hollabrunn. Als Kriterium für die Größe einer Bezirkshauptmannschaft wurde angestrebt, dass die Bezirkshauptmannschaften in einigen Stunden mit einem Pferdefuhrwerk erreicht werden und am selben Tag die Heimkehr möglich sein sollte.
Reikersdorf wurde eine selbständige Gemeinde, dem Bezirksgericht Unterravelsbach und der Bezirkshauptmannschaft Horn zugeordnet.
Im Juli 1850 fanden die ersten Gemeindewahlen in Niederösterreich statt.
1849 wurde die Gendarmerie gegründet. Zum Posten in Maissau gehörte der Rayon Reikersdorf mit 13 Häusern und 53 Einwohnern.
Sachsendorf wurde 1930 an das Stromnetz angeschlossen. Ob zur gleichen Zeit oder etwas später Reikersdorf angeschlossen wurde, ist nicht feststellbar.
Laut Adressbuch von Österreich waren im Jahr 1938 in der Ortsgemeinde Reikersdorf ein Gastwirt, ein Schmied und ein Landwirt mit Direktvertrieb ansässig.
Am 1. Jänner 1970 erfolgte aus finanziellen und wirtschaftlichen Überlegungen heraus die Gemeindezusammenlegung mit Maissau.
Diese einklassige, achtjährige Volksschule in Sachsendorf wurde 1972 geschlossen.

## Politik
Bürgermeister der ehemaligen Gemeinde Reikersdorf waren:
5. Jänner 1930 – 1938                 Josef Berger, ÖVP
19. März 1947 – 22. Mai 1950     Josef Berger, ÖVP
22. Mai 1950 – 10. April 1966      Franz Pfaller, ÖVP                         
11. Mai 1966 – 23. Nov. 1969         Franz Sprinzl, NAMENSLISTE    

## Sehenswürdigkeiten

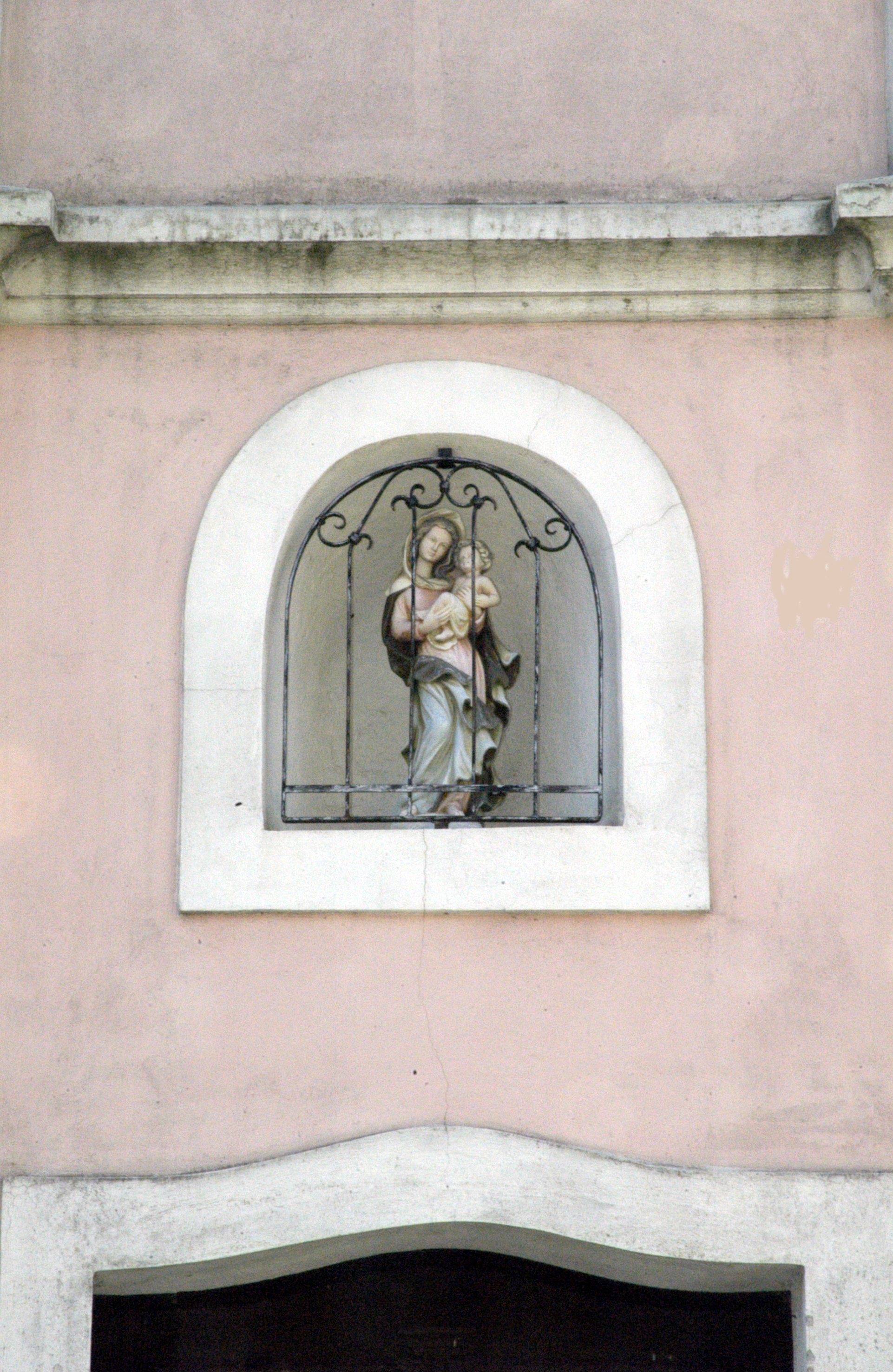
Ortskapelle

Die Ortskapelle (Listeneintrag) und ein Bildstock am südwestlichen Ortseingang (Listeneintrag) stehen unter Denkmalschutz.
Reikersdorf hat zwei Kellergassen: Die Kellergasse Feldweg und die Kellergasse Sachsendorfer Straße.
Die Waldviertler Bauern aus Reikersdorf bewirtschaften im Weinviertel im Bereich der Gemeinde Maissau Weingärten.